# Coppa Libertadores 2018
La Coppa Libertadores 2018 è stata la 59ª edizione della Coppa Libertadores d'America, il più importante torneo di calcio del Sud America organizzato dal CONMEBOL. Al torneo hanno partecipato 47 squadre provenienti da 10 paesi latinoamericani: Argentina, Bolivia, Brasile, Cile, Colombia, Ecuador, Paraguay, Perù, Uruguay e Venezuela. Per il secondo anno consecutivo, invece, non ha partecipato nessuna squadra messicana.
La squadra vincitrice, il River Plate, ha ottenuto il diritto a disputare la Coppa del mondo per club FIFA 2018 e la Recopa Sudamericana 2019 (quest'ultima contro la vincente della Coppa Sudamericana 2018).

## Il nuovo formato
Il 27 settembre 2016 la CONMEBOL ha reso noto il nuovo formato del massimo torneo continentale sudamericano, prevedendo da questa stagione in avanti la partecipazione di ben 44 squadre (dalle precedenti 38) in un torneo da disputarsi tra gennaio/febbraio e novembre/dicembre di ogni anno. Tuttavia, in seguito alla rinuncia della federcalcio messicana di far partecipare le sue squadre alla competizione, la CONMEBOL ha deciso di modificare nuovamente i criteri di qualificazione aumentando il numero delle squadre partecipanti a 47.

## Squadre
Al torneo partecipano 47 squadre di 10 federazioni (i 10 membri della CONMEBOL), i cui criteri di qualificazione sono determinati dalle singole federazioni nazionali.
| Nazione                 | Squadra                            | Turno di ingresso | Qualificazione                                                                                         |
| ----------------------- | ---------------------------------- | ----------------- | --- |
| Argentina (6+1 squadre) | Independiente (Coppa Sudamericana) | Fase a gruppi     | Vincitore Coppa Sudamericana 2017                                                                      |
| Argentina (6+1 squadre) | Boca Juniors (ARG 1)               | Fase a gruppi     | Vincitore della Primera División 2016-2017                                                             |
| Argentina (6+1 squadre) | River Plate (ARG 2)                | Fase a gruppi     | 2ª classificata della Primera División 2016-2017                                                       |
| Argentina (6+1 squadre) | Atl. Tucumán (ARG 3)               | Fase a gruppi     | 2º posto nella Coppa Argentina 2016-2017                                                               |
| Argentina (6+1 squadre) | Estudiantes (LP) (ARG 4)           | Fase a gruppi     | 3ª classificata della Primera División 2016-2017                                                       |
| Argentina (6+1 squadre) | Racing Club (ARG 5)                | Fase a gruppi     | 4ª classificata della Primera División 2016-2017                                                       |
| Argentina (6+1 squadre) | Banfield (ARG 6)                   | Seconda fase      | 5ª classificata della Primera División 2016-2017                                                       |
| Bolivia (4 squadre)     | The Strongest (BOL 1)              | Fase a gironi     | Vincitore Apertura 2016                                                                                |
| Bolivia (4 squadre)     | Bolívar (BOL 2)                    | Fase a gironi     | Vincitore Apertura e Clausura 2017                                                                     |
| Bolivia (4 squadre)     | Wilstermann (BOL 3)                | Seconda fase      | Miglior squadra non qualificata nella Clausura 2017                                                    |
| Bolivia (4 squadre)     | Oriente Petrolero (BOL 4)          | Prima fase        | 1ª squadra non qualificata nella classifica unita della Liga de Fútbol Profesional Boliviano 2016-2017 |
| Brasile (7+1 squadre)   | Grêmio (Coppa Libertadores)        | Fase a gruppi     | Vincitore Coppa Libertadores 2017                                                                      |
| Brasile (7+1 squadre)   | Corinthians (BRA 1)                | Fase a gruppi     | Vincitore del Campeonato Brasileiro Série A 2017                                                       |
| Brasile (7+1 squadre)   | Cruzeiro (BRA 2)                   | Fase a gruppi     | Vincitore della Copa do Brasil 2017                                                                    |
| Brasile (7+1 squadre)   | Palmeiras (BRA 3)                  | Fase a gruppi     | 2ª classificata nel Campeonato Brasileiro Série A 2017                                                 |
| Brasile (7+1 squadre)   | Santos (BRA 4)                     | Fase a gruppi     | 3ª classificata nel Campeonato Brasileiro Série A 2017                                                 |
| Brasile (7+1 squadre)   | Flamengo (BRA 5)                   | Fase a gruppi     | 6ª classificata nel Campeonato Brasileiro Série A 2017                                                 |
| Brasile (7+1 squadre)   | Vasco da Gama (BRA 6)              | Seconda fase      | 7ª classificata nel Campeonato Brasileiro Série A 2017                                                 |
| Brasile (7+1 squadre)   | Chapecoense (BRA 7)                | Seconda fase      | 8ª classificata nel Campeonato Brasileiro Série A 2017                                                 |
| Cile (4 squadre)        | Universidad de Chile (CIL 1)       | Fase a gruppi     | Vincitore del Clausura 2017                                                                            |
| Cile (4 squadre)        | Colo-Colo (CIL 2)                  | Fase a gruppi     | Vincitore del Transición 2017                                                                          |
| Cile (4 squadre)        | Santiago Wanderers (CIL 3)         | Seconda fase      | Vincitore della Copa Chile 2017                                                                        |
| Cile (4 squadre)        | Univ. de Concepción (CIL 4)        | Seconda fase      | Vincitore dello spareggio fra le seconde classificate del Clausura 2017 e del Transición 2017          |
| Colombia (4 squadre)    | Atlético Nacional (COL 1)          | Fase a gruppi     | Vincitore dell'Apertura 2017                                                                           |
| Colombia (4 squadre)    | Millonarios (COL 2)                | Fase a gruppi     | Vincitore della Finalización 2017                                                                      |
| Colombia (4 squadre)    | Santa Fe (COL 3)                   | Seconda fase      | Miglior squadra non qualificata nella classifica unita della Primera A 2017                            |
| Colombia (4 squadre)    | Atlético Junior (COL 4)            | Seconda fase      | Vincitore della Copa Colombia 2017                                                                     |
| Ecuador (4 squadre)     | Emelec (ECU 1)                     | Fase a gruppi     | Vincitore della Serie A 2017                                                                           |
| Ecuador (4 squadre)     | Delfín (ECU 2)                     | Fase a gruppi     | 2ª classificata della Serie A 2017                                                                     |
| Ecuador (4 squadre)     | Independiente del Valle (ECU 3)    | Seconda fase      | Miglior squadra non qualificata nella classifica unita della Serie A 2017                              |
| Ecuador (4 squadre)     | Macará (ECU 4)                     | Prima fase        | 2ª miglior squadra non qualificata nella classifica unita della Serie A 2017                           |
| Paraguay (4 squadre)    | Cerro Porteño (PAR 1)              | Fase a gruppi     | Vincitore dell'Apertura 2017 o del Clausura 2017 con il miglior risultato nella classifica unita       |
| Paraguay (4 squadre)    | Libertad (PAR 2)                   | Fase a gruppi     | Vincitore dell'Apertura 2017 o del Clausura 2017 con il peggior risultato nella classifica unita       |
| Paraguay (4 squadre)    | Guaraní (PAR 3)                    | Seconda fase      | Miglior classificata nella classifica unita della Primera División 2017 tra le non già qualificate     |
| Paraguay (4 squadre)    | Olimpia (PAR 4)                    | Prima fase        | Miglior 2ª classificata nella classifica unita della Primera División 2017 tra le non già qualificate  |
| Perù (4 squadre)        | Alianza Lima (PER 1)               | Fase a gruppi     | Vincitore del Descentralizado 2017                                                                     |
| Perù (4 squadre)        | Real Garcilaso (PER 2)             | Fase a gruppi     | 2ª classificata nel Descentralizado 2017                                                               |
| Perù (4 squadre)        | Melgar (PER 3)                     | Seconda fase      | Vincitore del Torneo de Verano 2017                                                                    |
| Perù (4 squadre)        | Universitario (PER 4)              | Prima fase        | Miglior classificata nella classifica unita del Descentralizado 2017 tra le non già qualificate        |
| Uruguay (4 squadre)     | Peñarol (URU 1)                    | Fase a gruppi     | Vincitore della Primera División 2017                                                                  |
| Uruguay (4 squadre)     | Defensor Sporting (URU 2)          | Fase a gruppi     | 2ª classificata nella Primera División 2017                                                            |
| Uruguay (4 squadre)     | Nacional (URU 3)                   | Seconda fase      | Miglior classificata nella classifica unita della Primera División 2017 tra le non già qualificate     |
| Uruguay (4 squadre)     | Montevideo Wanderers (URU 4)       | Prima fase        | Miglior 2ª classificata nella classifica unita della Primera División 2017 tra le non già qualificate  |
| Venezuela (4 squadre)   | Monagas (VEN 1)                    | Fase a gruppi     | Vincitore della Primera División 2017                                                                  |
| Venezuela (4 squadre)   | Deportivo Lara (VEN 2)             | Fase a gruppi     | 2ª classificata della Primera División 2017                                                            |
| Venezuela (4 squadre)   | Carabobo (VEN 3)                   | Seconda fase      | Miglior classificata nella classifica unita della Primera División 2017 tra le non già qualificate     |
| Venezuela (4 squadre)   | Deportivo Táchira (VEN 4)          | Prima fase        | Miglior 2ª classificata nella classifica unita della Primera División 2017 tra le non già qualificate  |

## Prima fase
Alla prima fase hanno partecipato squadre provenienti da Bolivia, Ecuador, Paraguay, Perù, Uruguay e Venezuela. Tramite sorteggio si sono determinate le tre sfide ad eliminazione diretta, le cui vincenti hanno avuto il diritto di accedere alla seconda fase.
| Squadra 1            | Totale                   | Squadra 2         | Andata | Ritorno |
| -------------------- | ------------------------ | ----------------- | ------ | ------- |
| Montevideo Wanderers | 0 - 2                    | Olimpia           | 0 - 0  | 0 - 2   |
| Macará               | 1 - 1 (Gol in trasferta) | Deportivo Táchira | 1 - 1  | 0 - 0   |
| Oriente Petrolero    | 3 - 3 (Gol in trasferta) | Universitario     | 2 - 0  | 1 - 3   |

## Seconda fase
Alla seconda fase partecipano 16 squadre: le 3 vincenti della prima fase e altre 13 squadre provenienti da ogni federazione (2 da Brasile, Cile e Colombia e 1 dalle altre federazioni). Il sorteggio ha determinato gli accoppiamenti in sfide di andata e ritorno. Le 8 squadre vincenti accederanno alla terza fase.
| Squadra 1           | Totale                   | Squadra 2               | Andata | Ritorno |
| ------------------- | ------------------------ | ----------------------- | ------ | ------- |
| Deportivo Táchira   | 2 - 3                    | Santa Fe                | 2 - 3  | 0 - 0   |
| Chapecoense         | 0 - 2                    | Nacional                | 0 - 1  | 0 - 1   |
| Oriente Petrolero   | 3 - 4                    | Wilstermann             | 1 - 2  | 2 - 2   |
| Carabobo            | 1 - 6                    | Guaraní                 | 1 - 0  | 0 - 6   |
| Olimpia             | 2 - 3                    | Atlético Junior         | 1 - 0  | 1 - 3   |
| Univ. de Concepción | 0 - 6                    | Vasco da Gama           | 0 - 4  | 0 - 2   |
| Banfield            | 3 - 3 (Gol in trasferta) | Independiente del Valle | 1 - 1  | 2 - 2   |
| Santiago Wanderers  | 2 - 1                    | Melgar                  | 1 - 1  | 1 - 0   |

## Terza fase
Alla terza fase partecipano le 8 squadre vincenti della fase precedente, con la possibilità di incroci tra squadre della stessa federazione. Le 4 squadre vincenti avranno il diritto di accedere alla fase a gruppi, mentre le due migliori classificate tra le squadre eliminate accedono al secondo turno della Coppa Sudamericana 2018.
| Squadra 1          | Totale          | Squadra 2   | Andata | Ritorno |
| ------------------ | --------------- | ----------- | ------ | ------- |
| Santiago Wanderers | 1 - 5           | Santa Fe    | 1 - 2  | 0 - 3   |
| Banfield           | 2 - 3           | Nacional    | 2 - 2  | 0 - 1   |
| Vasco da Gama      | 4 - 4 (3-2 dtr) | Wilstermann | 4 - 0  | 0 - 4   |
| Atlético Junior    | 1 - 0           | Guaraní     | 1 - 0  | 0 - 0   |

 Wilstermann e  Banfield accedono al secondo turno della Coppa Sudamericana 2018.

## Fase a gruppi
Le 32 squadre partecipanti si dividono in 8 gruppi, ognuno composto da 4 squadre. Ogni squadra gioca con le altre 3 squadre del proprio girone con partite di andata e ritorno. La prima e la seconda classificata di ogni girone accederanno agli ottavi di finale, mentre la terza classificata avrà il diritto di accedere alla Coppa Sudamericana 2018.

### Gruppo A

#### Classifica
| Pos. | Squadra           | P  | G | V | N | P | GF | GS | DR  |
| ---- | ----------------- | -- | - | - | - | - | -- | -- | --- |
| 1.   | Grêmio            | 14 | 6 | 4 | 2 | 0 | 13 | 2  | +11 |
| 2.   | Cerro Porteño     | 13 | 6 | 4 | 1 | 1 | 8  | 8  | 0   |
| 3.   | Defensor Sporting | 4  | 6 | 1 | 1 | 4 | 5  | 7  | -2  |
| 4.   | Monagas           | 3  | 6 | 1 | 0 | 5 | 5  | 14 | -9  |

#### Risultati
| Squadra 1     | Risultato   | Squadra 2     |
| 1ª giornata   | 1ª giornata | 1ª giornata   |
| ------------- | ----------- | ------------- |
| Defensor      | 1 - 1       | Grêmio        |
| Monagas       | 0 - 2       | Cerro Porteño |
| 2ª giornata   |             |               |
| Cerro Porteño | 2 - 1       | Defensor      |
| Grêmio        | 4 - 0       | Monagas       |
| 3ª giornata   |             |               |
| Defensor      | 3 - 1       | Monagas       |
| Cerro Porteño | 0 - 0       | Grêmio        |
| 4ª giornata   |             |               |
| Monagas       | 1 - 0       | Defensor      |
| Grêmio        | 5 - 0       | Cerro Porteño |
| 5ª giornata   |             |               |
| Defensor      | 0 - 1       | Cerro Porteño |
| Monagas       | 1 - 2       | Grêmio        |
| 6ª giornata   |             |               |
| Cerro Porteño | 3 - 2       | Monagas       |
| Grêmio        | 1 - 0       | Defensor      |

### Gruppo B

#### Classifica
| Pos. | Squadra           | P  | G | V | N | P | GF | GS | DR |
| ---- | ----------------- | -- | - | - | - | - | -- | -- | -- |
| 1.   | Atlético Nacional | 10 | 6 | 3 | 1 | 2 | 9  | 3  | +6 |
| 2.   | Colo-Colo         | 8  | 6 | 2 | 2 | 2 | 5  | 5  | 0  |
| 3.   | Bolívar           | 8  | 6 | 2 | 2 | 2 | 6  | 9  | -3 |
| 4.   | Delfín            | 7  | 6 | 2 | 1 | 3 | 6  | 9  | -3 |

#### Risultati
| Squadra 1         | Risultato   | Squadra 2         |
| 1ª giornata       | 1ª giornata | 1ª giornata       |
| ----------------- | ----------- | ----------------- |
| Colo-Colo         | 0 - 1       | Atlético Nacional |
| Delfín            | 1 - 1       | Bolívar           |
| 2ª giornata       |             |                   |
| Bolívar           | 1 - 1       | Colo-Colo         |
| Atlético Nacional | 4 - 0       | Delfín            |
| 3ª giornata       |             |                   |
| Colo-Colo         | 0 - 2       | Delfín            |
| Bolívar           | 1 - 0       | Atlético Nacional |
| 4ª giornata       |             |                   |
| Atlético Nacional | 4 - 1       | Bolívar           |
| Delfín            | 1 - 2       | Colo-Colo         |
| 5ª giornata       |             |                   |
| Delfín            | 1 - 0       | Atlético Nacional |
| Colo-Colo         | 2 - 0       | Bolívar           |
| 6ª giornata       |             |                   |
| Atlético Nacional | 0 - 0       | Colo-Colo         |
| Bolívar           | 2 - 1       | Delfín            |

### Gruppo C

#### Classifica
| Pos. | Squadra       | P  | G | V | N | P | GF | GS | DR  |
| ---- | ------------- | -- | - | - | - | - | -- | -- | --- |
| 1.   | Libertad      | 13 | 6 | 4 | 1 | 1 | 10 | 4  | +6  |
| 2.   | Atl. Tucumán  | 10 | 6 | 3 | 1 | 2 | 7  | 6  | +1  |
| 3.   | Peñarol       | 9  | 6 | 3 | 0 | 3 | 8  | 5  | +3  |
| 4.   | The Strongest | 3  | 6 | 1 | 0 | 5 | 3  | 13 | -10 |

#### Risultati
| Squadra 1     | Risultato   | Squadra 2     |
| 1ª giornata   | 1ª giornata | 1ª giornata   |
| ------------- | ----------- | ------------- |
| Atl. Tucumán  | 0 - 2       | Libertad      |
| The Strongest | 1 - 0       | Peñarol       |
| 2ª giornata   |             |               |
| Libertad      | 3 - 0       | The Strongest |
| Peñarol       | 3 - 1       | Atl. Tucumán  |
| 3ª giornata   |             |               |
| The Strongest | 1 - 2       | Atl. Tucumán  |
| Libertad      | 2 - 1       | Peñarol       |
| 4ª giornata   |             |               |
| Atl. Tucumán  | 3 - 0       | The Strongest |
| Peñarol       | 2 - 0       | Libertad      |
| 5ª giornata   |             |               |
| Atl. Tucumán  | 1 - 0       | Peñarol       |
| The Strongest | 1 - 3       | Libertad      |
| 6ª giornata   |             |               |
| Libertad      | 0 - 0       | Atl. Tucumán  |
| Peñarol       | 2 - 0       | The Strongest |

### Gruppo D

#### Classifica
| Pos. | Squadra     | P  | G | V | N | P | GF | GS | DR |
| ---- | ----------- | -- | - | - | - | - | -- | -- | -- |
| 1.   | River Plate | 12 | 6 | 3 | 3 | 0 | 6  | 3  | +3 |
| 2.   | Flamengo    | 10 | 6 | 2 | 4 | 0 | 7  | 4  | +3 |
| 3.   | Santa Fe    | 7  | 6 | 1 | 4 | 1 | 5  | 3  | +2 |
| 4.   | Emelec      | 1  | 6 | 0 | 1 | 5 | 3  | 11 | -8 |

#### Risultati
| Squadra 1   | Risultato   | Squadra 2   |
| 1ª giornata | 1ª giornata | 1ª giornata |
| ----------- | ----------- | ----------- |
| Flamengo    | 2 - 2       | River Plate |
| Santa Fe    | 1 - 1       | Emelec      |
| 2ª giornata |             |             |
| Emelec      | 1 - 2       | Flamengo    |
| River Plate | 0 - 0       | Santa Fe    |
| 3ª giornata |             |             |
| Flamengo    | 1 - 1       | Santa Fe    |
| Emelec      | 0 - 1       | River Plate |
| 4ª giornata |             |             |
| Santa Fe    | 0 - 0       | Flamengo    |
| River Plate | 2 - 1       | Emelec      |
| 5ª giornata |             |             |
| Santa Fe    | 0 - 1       | River Plate |
| Flamengo    | 2 - 0       | Emelec      |
| 6ª giornata |             |             |
| Emelec      | 0 - 3       | Santa Fe    |
| River Plate | 0 - 0       | Flamengo    |

### Gruppo E

#### Classifica
| Pos. | Squadra              | P  | G | V | N | P | GF | GS | DR  |
| ---- | -------------------- | -- | - | - | - | - | -- | -- | --- |
| 1.   | Cruzeiro             | 11 | 6 | 3 | 2 | 1 | 15 | 5  | +10 |
| 2.   | Racing Club          | 11 | 6 | 3 | 2 | 1 | 12 | 6  | +6  |
| 3.   | Vasco da Gama        | 5  | 6 | 1 | 2 | 3 | 3  | 10 | -7  |
| 4.   | Universidad de Chile | 5  | 6 | 1 | 2 | 3 | 2  | 11 | -9  |

#### Risultati
| Squadra 1            | Risultato   | Squadra 2            |
| 1ª giornata          | 1ª giornata | 1ª giornata          |
| -------------------- | ----------- | -------------------- |
| Racing Club          | 4 - 2       | Cruzeiro             |
| Vasco da Gama        | 0 - 1       | Universidad de Chile |
| 2ª giornata          |             |                      |
| Universidad de Chile | 1 - 1       | Racing Club          |
| Cruzeiro             | 0 - 0       | Vasco da Gama        |
| 3ª giornata          |             |                      |
| Racing Club          | 4 - 0       | Vasco da Gama        |
| Universidad de Chile | 0 - 0       | Cruzeiro             |
| 4ª giornata          |             |                      |
| Vasco da Gama        | 1 - 1       | Racing Club          |
| Cruzeiro             | 7 - 0       | Universidad de Chile |
| 5ª giornata          |             |                      |
| Vasco da Gama        | 0 - 4       | Cruzeiro             |
| Racing Club          | 1 - 0       | Universidad de Chile |
| 6ª giornata          |             |                      |
| Cruzeiro             | 2 - 1       | Racing Club          |
| Universidad de Chile | 0 - 2       | Vasco da Gama        |

### Gruppo F

#### Classifica
| Pos. | Squadra          | P  | G | V | N | P | GF | GS | DR |
| ---- | ---------------- | -- | - | - | - | - | -- | -- | -- |
| 1.   | Santos           | 10 | 6 | 3 | 1 | 2 | 6  | 4  | +2 |
| 2.   | Estudiantes (LP) | 8  | 6 | 2 | 2 | 2 | 6  | 4  | +2 |
| 3.   | Nacional         | 8  | 6 | 2 | 2 | 2 | 7  | 6  | +1 |
| 4.   | Real Garcilaso   | 6  | 6 | 1 | 3 | 2 | 2  | 7  | -5 |

#### Risultati
| Squadra 1        | Risultato   | Squadra 2        |
| 1ª giornata      | 1ª giornata | 1ª giornata      |
| ---------------- | ----------- | ---------------- |
| Nacional         | 0 - 0       | Estudiantes (LP) |
| Real Garcilaso   | 2 - 0       | Santos           |
| 2ª giornata      |             |                  |
| Estudiantes (LP) | 3 - 0       | Real Garcilaso   |
| Santos           | 3 - 1       | Nacional         |
| 3ª giornata      |             |                  |
| Real Garcilaso   | 0 - 0       | Nacional         |
| Estudiantes (LP) | 0 - 1       | Santos           |
| 4ª giornata      |             |                  |
| Santos           | 2 - 0       | Estudiantes (LP) |
| Nacional         | 4 - 0       | Real Garcilaso   |
| 5ª giornata      |             |                  |
| Real Garcilaso   | 0 - 0       | Estudiantes (LP) |
| Nacional         | 1 - 0       | Santos           |
| 6ª giornata      |             |                  |
| Estudiantes (LP) | 3 - 1       | Nacional         |
| Santos           | 0 - 0       | Real Garcilaso   |

### Gruppo G

#### Classifica
| Pos. | Squadra        | P  | G | V | N | P | GF | GS | DR  |
| ---- | -------------- | -- | - | - | - | - | -- | -- | --- |
| 1.   | Corinthians    | 10 | 6 | 3 | 1 | 2 | 11 | 5  | +6  |
| 2.   | Independiente  | 10 | 6 | 3 | 1 | 2 | 6  | 4  | +2  |
| 3.   | Millonarios    | 8  | 6 | 2 | 2 | 2 | 7  | 4  | +3  |
| 4.   | Deportivo Lara | 6  | 6 | 2 | 0 | 4 | 5  | 16 | -11 |

#### Risultati
| Squadra 1      | Risultato   | Squadra 2      |
| 1ª giornata    | 1ª giornata | 1ª giornata    |
| -------------- | ----------- | -------------- |
| Millonarios    | 0 - 0       | Corinthians    |
| Deportivo Lara | 1 - 0       | Independiente  |
| 2ª giornata    |             |                |
| Corinthians    | 2 - 0       | Deportivo Lara |
| Independiente  | 1 - 0       | Millonarios    |
| 3ª giornata    |             |                |
| Millonarios    | 4 - 0       | Deportivo Lara |
| Independiente  | 0 - 1       | Corinthians    |
| 4ª giornata    |             |                |
| Deportivo Lara | 2 - 1       | Millonarios    |
| Corinthians    | 1 - 2       | Independiente  |
| 5ª giornata    |             |                |
| Deportivo Lara | 2 - 7       | Corinthians    |
| Millonarios    | 1 - 1       | Independiente  |
| 6ª giornata    |             |                |
| Corinthians    | 0 - 1       | Millonarios    |
| Independiente  | 2 - 0       | Deportivo Lara |

### Gruppo H

#### Classifica
| Pos. | Squadra         | P  | G | V | N | P | GF | GS | DR  |
| ---- | --------------- | -- | - | - | - | - | -- | -- | --- |
| 1.   | Palmeiras       | 16 | 6 | 5 | 1 | 0 | 14 | 3  | +11 |
| 2.   | Boca Juniors    | 9  | 6 | 2 | 3 | 1 | 8  | 4  | +4  |
| 3.   | Atlético Junior | 7  | 6 | 2 | 1 | 3 | 5  | 8  | -3  |
| 4.   | Alianza Lima    | 1  | 6 | 0 | 1 | 5 | 1  | 13 | -12 |

#### Risultati
| Squadra 1       | Risultato   | Squadra 2       |
| 1ª giornata     | 1ª giornata | 1ª giornata     |
| --------------- | ----------- | --------------- |
| Alianza Lima    | 0 - 0       | Boca Juniors    |
| Atlético Junior | 0 - 3       | Palmeiras       |
| 2ª giornata     |             |                 |
| Palmeiras       | 2 - 0       | Alianza Lima    |
| Boca Juniors    | 1 - 0       | Atlético Junior |
| 3ª giornata     |             |                 |
| Palmeiras       | 1 - 1       | Boca Juniors    |
| Alianza Lima    | 0 - 2       | Atlético Junior |
| 4ª giornata     |             |                 |
| Boca Juniors    | 0 - 2       | Palmeiras       |
| Atlético Junior | 1 - 0       | Alianza Lima    |
| 5ª giornata     |             |                 |
| Atlético Junior | 1 - 1       | Boca Juniors    |
| Alianza Lima    | 1 - 3       | Palmeiras       |
| 6ª giornata     |             |                 |
| Boca Juniors    | 5 - 0       | Alianza Lima    |
| Palmeiras       | 3 - 1       | Atlético Junior |

## Fase a eliminazione diretta
Le fasi finali prevedono la disputa di ottavi di finale, quarti di finale, semifinali e finale, con partite di andata e ritorno. Gli accoppiamenti degli ottavi di finale, sul modello del tabellone tennistico, saranno stabiliti tramite sorteggio. In caso di parità di reti segnate dopo le due partite vale la regola del maggior numero di reti segnate in trasferta. In caso di ulteriore parità si tirano direttamente i calci di rigore, senza disputare i tempi supplementari.

### Tabellone
|  | Ottavi di finale  | Ottavi di finale  | Ottavi di finale | Ottavi di finale |   |               | Quarti di finale | Quarti di finale | Quarti di finale | Quarti di finale |                   |   | Semifinali | Semifinali | Semifinali | Semifinali |              |   | Finale | Finale | Finale | Finale |
|  |                   |                   |                  |                  |   |               |                  |                  |                  |                  |                   |   |            |            |            |            |              |   |        |        |        |        |
|  | Boca Juniors      | 2                 | 4                | 6                |   |               |                  |                  |                  |                  |                   |   |            |            |            |            |              |   |        |        |        |        |
|  | Libertad          | 0                 | 2                | 2                |   |               |                  |                  |                  |                  |                   |   |            |            |            |            |              |   |        |        |        |        |
|  | Libertad          | 0                 | 2                | 2                |   | Boca Juniors  | 2                | 1                | 3                |                  |                   |   |            |            |            |            |              |   |        |        |        |        |
|  |                   |                   |                  |                  |   | Boca Juniors  | 2                | 1                | 3                |                  |                   |   |            |            |            |            |              |   |        |        |        |        |
|  |                   | Cruzeiro          | 0                | 1                | 1 |               |                  |                  |                  |                  |                   |   |            |            |            |            |              |   |        |        |        |        |
|  | Flamengo          | Cruzeiro          | 0                | 1                | 1 | 0             | 1                | 1                |                  |                  |                   |   |            |            |            |            |              |   |        |        |        |        |
|  | Flamengo          |                   |                  |                  |   | 0             | 1                | 1                |                  |                  |                   |   |            |            |            |            |              |   |        |        |        |        |
|  | Cruzeiro          | 2                 | 0                | 2                |   |               |                  |                  |                  |                  |                   |   |            |            |            |            |              |   |        |        |        |        |
|  | Cruzeiro          | 2                 | 0                | 2                |   |               |                  |                  |                  |                  | Boca Juniors      | 2 | 2          | 4          |            |            |              |   |        |        |        |        |
|  |                   |                   |                  |                  |   |               |                  |                  |                  |                  |                   | 2 | 2          | 4          |            |            |              |   |        |        |        |        |
|  |                   | Palmeiras         | 0                | 2                | 2 |               |                  |                  |                  |                  |                   |   |            |            |            |            |              |   |        |        |        |        |
|  | Colo-Colo (gfc)   | Palmeiras         | 0                | 2                | 2 | 1             | 1                | 2                |                  |                  |                   |   |            |            |            |            |              |   |        |        |        |        |
|  | Colo-Colo (gfc)   |                   |                  |                  |   | 1             | 1                | 2                |                  |                  |                   |   |            |            |            |            |              |   |        |        |        |        |
|  | Corinthians       | 0                 | 2                | 2                |   |               |                  |                  |                  |                  |                   |   |            |            |            |            |              |   |        |        |        |        |
|  | Corinthians       | 0                 | 2                | 2                |   | Colo-Colo     | 0                | 0                | 0                |                  |                   |   |            |            |            |            |              |   |        |        |        |        |
|  |                   |                   |                  |                  |   | Colo-Colo     | 0                | 0                | 0                |                  |                   |   |            |            |            |            |              |   |        |        |        |        |
|  |                   | Palmeiras         | 2                | 2                | 4 |               |                  |                  |                  |                  |                   |   |            |            |            |            |              |   |        |        |        |        |
|  | Cerro Porteño     | Palmeiras         | 2                | 2                | 4 | 0             | 1                | 1                |                  |                  |                   |   |            |            |            |            |              |   |        |        |        |        |
|  | Cerro Porteño     |                   |                  |                  |   | 0             | 1                | 1                |                  |                  |                   |   |            |            |            |            |              |   |        |        |        |        |
|  | Palmeiras         | 2                 | 0                | 2                |   |               |                  |                  |                  |                  |                   |   |            |            |            |            |              |   |        |        |        |        |
|  | Palmeiras         | 2                 | 0                | 2                |   |               |                  |                  |                  |                  |                   |   |            |            |            |            | Boca Juniors | 2 | 1      | 3      |        |        |
|  |                   |                   |                  |                  |   |               |                  |                  |                  |                  |                   |   |            |            |            |            |              | 2 | 1      | 3      |        |        |
|  |                   | River Plate (dts) | 2                | 3                | 5 |               |                  |                  |                  |                  |                   |   |            |            |            |            |              |   |        |        |        |        |
|  | Independiente     | River Plate (dts) | 2                | 3                | 5 | 3             | 0                | 3                |                  |                  |                   |   |            |            |            |            |              |   |        |        |        |        |
|  | Independiente     |                   |                  |                  |   | 3             | 0                | 3                |                  |                  |                   |   |            |            |            |            |              |   |        |        |        |        |
|  | Santos            | 0                 | 0                | 0                |   |               |                  |                  |                  |                  |                   |   |            |            |            |            |              |   |        |        |        |        |
|  | Santos            | 0                 | 0                | 0                |   | Independiente | 0                | 1                | 1                |                  |                   |   |            |            |            |            |              |   |        |        |        |        |
|  |                   |                   |                  |                  |   | Independiente | 0                | 1                | 1                |                  |                   |   |            |            |            |            |              |   |        |        |        |        |
|  |                   | River Plate       | 0                | 3                | 3 |               |                  |                  |                  |                  |                   |   |            |            |            |            |              |   |        |        |        |        |
|  | Racing Club       | River Plate       | 0                | 3                | 3 | 0             | 0                | 0                |                  |                  |                   |   |            |            |            |            |              |   |        |        |        |        |
|  | Racing Club       |                   |                  |                  |   | 0             | 0                | 0                |                  |                  |                   |   |            |            |            |            |              |   |        |        |        |        |
|  | River Plate       | 0                 | 3                | 3                |   |               |                  |                  |                  |                  |                   |   |            |            |            |            |              |   |        |        |        |        |
|  | River Plate       | 0                 | 3                | 3                |   |               |                  |                  |                  |                  | River Plate (gfc) | 0 | 2          | 2          |            |            |              |   |        |        |        |        |
|  |                   |                   |                  |                  |   |               |                  |                  |                  |                  |                   | 0 | 2          | 2          |            |            |              |   |        |        |        |        |
|  |                   | Grêmio            | 1                | 1                | 2 |               |                  |                  |                  |                  |                   |   |            |            |            |            |              |   |        |        |        |        |
|  | Atl. Tucumán      | Grêmio            | 1                | 1                | 2 | 2             | 0                | 2                |                  |                  |                   |   |            |            |            |            |              |   |        |        |        |        |
|  | Atl. Tucumán      |                   |                  |                  |   | 2             | 0                | 2                |                  |                  |                   |   |            |            |            |            |              |   |        |        |        |        |
|  | Atlético Nacional | 0                 | 1                | 1                |   |               |                  |                  |                  |                  |                   |   |            |            |            |            |              |   |        |        |        |        |
|  | Atlético Nacional | 0                 | 1                | 1                |   | Atl. Tucumán  | 0                | 0                | 0                |                  |                   |   |            |            |            |            |              |   |        |        |        |        |
|  |                   |                   |                  |                  |   | Atl. Tucumán  | 0                | 0                | 0                |                  |                   |   |            |            |            |            |              |   |        |        |        |        |
|  |                   | Grêmio            | 2                | 4                | 6 |               |                  |                  |                  |                  |                   |   |            |            |            |            |              |   |        |        |        |        |
|  | Estudiantes (LP)  | Grêmio            | 2                | 4                | 6 | 2             | 1                | 3 (3)            |                  |                  |                   |   |            |            |            |            |              |   |        |        |        |        |
|  | Estudiantes (LP)  |                   |                  |                  |   | 2             | 1                | 3 (3)            |                  |                  |                   |   |            |            |            |            |              |   |        |        |        |        |
|  | Grêmio (dtr)      | 1                 | 2                | 3 (5)            |   |               |                  |                  |                  |                  |                   |   |            |            |            |            |              |   |        |        |        |        |

### Ottavi di finale
| Squadra 1        | Totale          | Squadra 2         | Andata | Ritorno |
| ---------------- | --------------- | ----------------- | ------ | ------- |
| Racing Club      | 0 - 3           | River Plate       | 0 - 0  | 0 - 3   |
| Colo-Colo        | 2 - 2 (gfc)     | Corinthians       | 1 - 0  | 1 - 2   |
| Flamengo         | 1 - 2           | Cruzeiro          | 0 - 2  | 1 - 0   |
| Estudiantes (LP) | 3 - 3 (3-5 dtr) | Grêmio            | 2 - 1  | 1 - 2   |
| Atl. Tucumán     | 2 - 1           | Atlético Nacional | 2 - 0  | 0 - 1   |
| Boca Juniors     | 6 - 2           | Libertad          | 2 - 0  | 4 - 2   |
| Cerro Porteño    | 1 - 2           | Palmeiras         | 0 - 2  | 1 - 0   |
| Independiente    | 3 - 0           | Santos            | 3 - 0  | 0 - 0   |

### Quarti di finale
| Squadra 1     | Totale | Squadra 2   | Andata | Ritorno |
| ------------- | ------ | ----------- | ------ | ------- |
| Colo-Colo     | 0 - 4  | Palmeiras   | 0 - 2  | 0 - 2   |
| Boca Juniors  | 3 - 1  | Cruzeiro    | 2 - 0  | 1 - 1   |
| Atl. Tucumán  | 0 - 6  | Grêmio      | 0 - 2  | 0 - 4   |
| Independiente | 1 - 3  | River Plate | 0 - 0  | 1 - 3   |

### Semifinali
| Squadra 1    | Totale      | Squadra 2 | Andata | Ritorno |
| ------------ | ----------- | --------- | ------ | ------- |
| River Plate  | 2 - 2 (gfc) | Grêmio    | 0 - 1  | 2 - 1   |
| Boca Juniors | 4 - 2       | Palmeiras | 2 - 0  | 2 - 2   |

### Finale
| Arbitro: | Roberto Tobar |

|                           |           |                                  |
| Ábila 34’ Benedetto 45+4’ | Marcatori | 35’ Pratto 61’ (aut.) Izquierdoz |

| Arbitro: | Andrés Cunha |

|                                          |           |               |
| Pratto 68’ Quintero 109’ Martínez 120+2’ | Marcatori | 44’ Benedetto |

In finale non vale la regola dei gol in trasferta. In caso di parità complessiva tra andata e ritorno si disputano tempi supplementari ed eventualmente si procede ai calci di rigore.